# Per sempre (пісня Адріано Челентано)
Per sempre (укр. «Назавжди») — пісня італійського співака та кіноактора Адріано Челентано з альбому «Per sempre» 2002 року.

## Про пісню
Пісня Per sempre посідала четвертий трек однойменного альбому Адріано Челентано. Темою пісні була любов. Музика пісні була виконана у жанрі поп-музики. Авторами пісні були Джанні Белла і Стефано П'єроні. Пісня також була випущена як сингл на CD в Італії під лейблом власної студії Челентано — «Clan Celentano» і «Epic» у 2002 році. До пісні у 2002 році був знятий відеокліп тривалістю 5:09 хвилин, у зйомках якого взяв участь Челентано. Кліп увійшов до DVD, що входило до першого видання наступного альбому Челентано «C'è sempre un motivo» 2004 року. У записі пісні та у зйомці відеокліпу до неї взяв участь знаменитий американський джазовий піаніст, багаторазовий володар премії «Греммі» — Чик Коріа.

## Треклист
| #  | Назва                   | Автор                         | Тривалість |
| -- | ----------------------- | ----------------------------- | ---------- |
| 1. | «Per sempre» (Назавжди) | Джанні Белла, Стефано П'єроні | 5:13       |